# Léon Troclet
Léon Troclet (Bagimont, 14 februari 1872 - Luik, 8 oktober 1946) was een Belgisch volksvertegenwoordiger voor de Belgische Werkliedenpartij.

## Levensloop
In zijn jeugd was Troclet een van de leiders van de Socialistische Jonge Wacht.
Troclet werd journalist en sloot zich aan bij de BWP. In 1900 werd hij korte tijd provincieraadslid van Luik. In 1904 werd hij gemeenteraadslid van Luik, waar hij van 1933 tot aan zijn dood in 1946 schepen was. Hij werd tevens lid van de Kamer van volksvertegenwoordigers voor het arrondissement Luik, eerst van 1900 tot 1904 en vervolgens van 1907 tot 1936 en nogmaals van 1945 tot 1946.
In 1912 sloot Troclet zich aan bij de Assemblée wallonne, waar hij behoorde tot de aanhangers van Jules Destrée en zich belastte met de commissie voor Arbeid en Nijverheid. In 1919 legde hij aan de assemblee een federalistisch project voor waarin België heringedeeld werd in drie gewesten: Vlaanderen, Wallonië en Brussel. Dit project werd echter afgewezen. In 1923 stapte hij samen met Destrée uit de Assemblée wallonne. Vervolgens werd hij actief in de Luikse Ligue d'Action wallonne, waarvan hij een van de belangrijkste leiders was.
Als parlementslid had Troclet veel belangstelling voor het leger. Hij was voorstander van een rekrutering per gewest en pleitte voor eentalige regimenten. Ook ijverde hij voor taalkundige homogeniteit in Vlaanderen en Wallonië. Zo stemde hij in 1930 voor de vernederlandsing van de Rijksuniversiteit Gent en in 1932 voor de wet op het taalgebruik in bestuurszaken. Hij onthield zich echter bij de stemming over de wet op het taalgebruik in onderwijs en was in 1935 een tegenstander van de taalwet op het gerecht.
Hij was de vader van minister Léon-Eli Troclet.

## Publicaties
- Les unions professionnelles et les réformes ouvrières, Luik, 1899.
- La cléricalisation de la Belgique par l'école, Brussel, 1932.